# Dauenhof
Dauenhof ist sowohl ein Ortsteil der Gemeinde Westerhorn (Amt Hörnerkirchen, Kreis Pinneberg) als auch der Gemeinde Hohenfelde (Amt Horst, Kreis Steinburg) in Schleswig-Holstein.
Der bedeutendere Teil liegt auf dem Gebiet der Gemeinde Westerhorn und verfügt mit dem Bahnhof Dauenhof an der Bahnstrecke Hamburg-Altona–Kiel über eine wichtige Verkehrsanbindung, die zum Hamburger Verkehrsverbund gehört. Die Bundesautobahn 23 ist etwa drei Kilometer entfernt, die Einfahrt befindet sich in der Gemeinde Hohenfelde.

## Geschichte und Verkehr

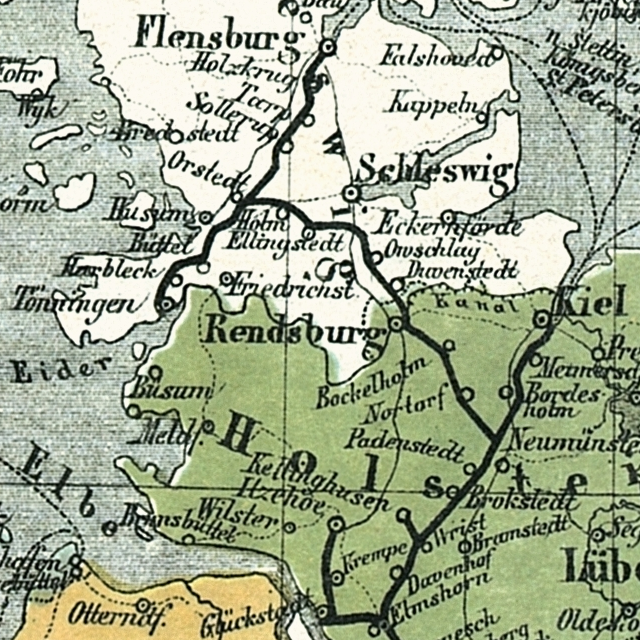
Bahnstrecke über Dauenhof 1861

Der Name geht zurück auf den heute auf Hohenfelder Gebiet liegenden Dauenhof, einem schon seit mehreren Jahrhunderten existierenden landwirtschaftlichen Gehöft, welches Johann Douwe 1608 vom Kloster Uetersen kaufte („... und vom dahinter gelegenen Moorgelände soviel er wolle“). In unmittelbarer Nähe zum Ochsenweg gelegen, war es dank seiner großen Nebengebäude für die Überwinterung der Tiere  besonders geeignet. Noch während des Dreißigjährigen Krieges, etwa 1630, erfolgte der Verkauf.
Die Altona-Kieler Eisenbahn-Gesellschaft trug 1844, als Holstein noch der dänischen Krone unterstand, durch die Errichtung einer „Anhaltestelle“ an der Eisenbahn von der Elbe bis zur Ostsee zum wirtschaftlichen Aufschwung der Region bei.

## Sport und Kultur
Bekannt geworden ist der Name insbesondere durch den Kegelsportverein Dauenhof e.V., dessen Aktive das Sportkegeln auf Bohlebahnen betreiben. An der Spitze des KSV Dauenhof steht schon seit einigen Jahren Johannes Freese, der seinen Vorgängern Werner Krohn, Uwe Krause und Peter Thies folgte. Gegründet wurde der Verein im Jahre 1955 von Gustav Blüdorn, der auch lange Jahre die Präsidentschaft innehatte. Seine ersten Kugeln schob er bereits im Jahre 1926 auf der damals neuen Kegelbahn am Bahnhof in Dauenhof und gilt damit zu Recht als Kegelpionier in der Region. Er holte sich verschiedene Meistertitel auf Kreis-, Bezirks- und Landesebene. Ein besonderes Anliegen war ihm der Aufbau der bis in die 1980er Jahre hinein erfolgreichen Dauenhofer Keglerjugend, die damals Furore machte. Aus ihr gingen u. a. die Itzehoer Bundesligaspieler Sabine Hermsmeier (spätere Schnabel) und Guido Schümann hervor. Auch wenn Gustav Blüdorn und seine nicht minder bekannte Ehefrau Käte schon im Jahre 1995 verstarben, so wurde ihrer auch noch lange Zeit nach ihrem Tod gedacht: Alljährlich spielten die Aktiven des Vereins getrennt nach Frauen und Männern den Blüdorn-Pokal aus, der noch von dem Ehepaar selbst als ewige Wandertrophäe gestiftet wurde. Im Jahre 2005 wurde das 50-jährige Bestehen des Vereins mit einem Jubiläumsturnier begangen.